# Heterozygotentest
Der Heterozygotentest bezeichnet eine Labormethode, mit der ermittelt werden kann, ob ein phänotypisch (in seiner Erscheinung) gesunder Mensch eine rezessive Erbkrankheit besitzt. Dabei wird der Genotyp des Menschen untersucht. Man spricht von einem molekulargenetischen Nachweis der Anlageträgerschaft für eine autosomal-rezessive, erbliche Erkrankung. Der Test dient somit zur Früherkennung von rezessiven Erbkrankheiten oder der Weitergabe der Veranlagung an ein gemeinsames Kind.

## Ziel
Ziel des Tests ist herauszufinden, ob die betreffende Person nur über ein funktionstüchtiges Allel in Bezug auf ein bestimmtes Merkmal verfügt, so zum Beispiel zur Produktion eines bestimmten Enzyms, dessen Herstellung als genetischer Code festgelegt und verschlüsselt ist. Im Fall einer Heterozygotie kommt es in diesem Beispiel zu Behinderungen in der Produktion des betroffenen Enzyms, da im Vergleich zur Homozygotie ein Allel fehlt was bedeutet, dass auch die Hälfte der Produktionsinformation in Bezug auf die zu produzierende Menge fehlt. Die Herstellung läuft sozusagen auf halber Kraft, was z. B. zu einer Anreicherung von Giftstoffen im Körper führen kann, welche nicht schnell genug abgebaut werden können, da die nötigen Enzyme fehlen (siehe Beispiel unten).

## Beispiel: Phenylketonurie (PKU)
Phenylketonurie ist eine autosomale, rezessive Stoffwechselkrankheit.
Die Ursache für PKU ist eine Punktmutation auf dem Chromosom 12. Diese führt dazu, dass das Enzym Phenylalaninhydroxylase nicht mehr in der Leber synthetisiert (hergestellt) wird. Dieses Enzym ist aber notwendig für die Umwandlung von Phenylalanin in Tyrosin. Als Folge entsteht eine Anhäufung von Phenylalanin im Körper und eine Mangelerscheinung von Tyrosin.
Symptome:
- geistige Defekte durch den Überschuss von Phenylalanin, negative Effekte auf Bildung des menschlichen Gehirns.
- Pigmentstörungen durch den Mangel von Tyrosin, welches zur Umwandlung für den Hautfarbstoff Melanin notwendig ist.
- übelriechender Geruch durch Umwandlung des Phenylalanin in Phenylazetat, welches durch Schweiß und Urin abgesondert wird.

Therapie:
- Spezialdiät mit phenylalaninarmer und tyrosinreicher Kost

## Durchführung des Heterozygotentests (Beispiel PKU)
- Testpersonen bekommen eine bestimmte Menge Phenylalanin verabreicht. Heterozygoten wandeln das Phenylalanin deutlich langsamer in Tyrosin um, während gesunde Homozygoten es rasch abbauen. In Abständen von ca. 2 Stunden wird der Tyrosingehalt im Blut gemessen, wenn er eine bestimmte Menge nicht überschreitet, ist die Testperson heterozygot.
- Das Ansteigen der Phenylalaninkonzentration im Blut wird mit Hilfe eines biologischen Tests (Guthrie-Tests) festgestellt. Man verwendet dazu Phenylalanin-Mangelmutanten von Bacillus subtilis, die nur auf phenylalaninangereichertem Nährboden wachsen können. (Bei einer neueren Untersuchungsmethode wird die Bakterienkultur durch einen Hemmstoff am Wachsen gehindert. Phenylalanin aus dem Blut hebt die Hemmung auf.) Gibt man nun zu dieser Bakterienkultur einen Tropfen Blut der getesteten Person, so zeigt ein Wachstum der Bakterien im Bereich des Bluttropfens das Vorhandensein von Phenylalanin an. Bei positivem Testergebnis ist die getestete Person heterozygoter Träger des rezessiven Gens für Phenylketonurie.